# ماومی (اوهایو)
ماومی(به انگلیسی: Maumee) شهری در ایالت اوهایو کشور ایالات متحده آمریکا است که جمعیت آن در سرشماری سال ۲۰۱۰ میلادی، ۱۴٬۲۸۶ نفر بوده‌است.